# Piotr Wowry
Piotr Wowry (ur. 12 czerwca 1963 w Cieszynie, zm. 7 października 2020 w Krakowie) – polski duchowny luterański, radca Konsystorza Kościoła Ewangelicko-Augsburskiego w RP, ekumenista.

## Życiorys
Studiował teologię w Chrześcijańskiej Akademii Teologicznej w Warszawie. 13 grudnia 1987 został ordynowany przez bp Janusza Narzyńskiego w Świętochłowicach. W latach 1987–1990 był wikariuszem parafii Świętej Trójcy w Warszawie, zaś w latach 1990–1993 parafii w Ustroniu, gdzie następnie w latach 1993–2007 był proboszczem pomocniczym. W 2007 został wybrany proboszczem parafii w Ustroniu. W 2015 w trakcie Synodu Diecezji Cieszyńskiej Kościoła był jednym z trzech księży wytypowanych przez konferencję duchownych na kandydata, na stanowisku zwierzchnika Diecezji Cieszyńskiej obok ks. Adriana Korczagi i ks. Grzegorza Giemzy. Został prezesem Ewangelickiego Stowarzyszenia Maria-Marta w Ustroniu. Od 2007 był wiceprezesem Chrześcijańskiego Stowarzyszenia Ekumenicznego w Ustroniu. W latach 2007–2016 był radcą diecezjalnym Diecezji Cieszyńskiej. Był członkiem Synodu Kościoła XIV kadencji oraz (od 2016) radcą Konsystorza Kościoła.
Był mężem Kariny, magister teologii.
10 października 2020 został pochowany na cmentarzu ewangelickim w Ustroniu.

## Odznaczenia
Odznaczony Złotą Odznaką Honorową za Zasługi dla Województwa Śląskiego (2018).